# Bárdos Anna (operaénekes)
Bárdos Anna (Szeged, 1928. március 18. – Pécs, 1996. december 8. ) magyar operaénekes, (lírai és drámai szoprán), a Pécsi Operatársulat alapító tagja.

## Élete és munkássága
Polgári családban született Bus (Busch) János postatisztviselő első gyermekeként. A nyolc gyermekes családapa valamennyi gyermeke rendkívüli affinitást éreztek a művészetek felé, akiket a szülők zenei, illetve iparművészeti oktatásban részesítettek. Közülük Bus József a Vidám Fiúk énekegyüttes tagja, Bus Rózsa a pécsi Kodály Énekverseny győztese lett, Bus Éva aranyművesként dolgozott az Állami Pénzverdében.
Bárdos (Busch) Anna énektanulmányokat folytatott Szegeden, akit 24 éves korában szerződtetett a Szegedi Nemzeti Színház. Itt Mozart Figaro házassága c. operájában Cherubin szerepében debütált. Ekkor ismerkedett össze Paulusz Elemér karmesterrel, akivel házasságot kötött.
1955-ben – egy évadra – a budapesti Madách Színház segédszínésznője lett, ekkor énektanulmányait Hoór Tempis Erzsébet énektanárnál folytatta Budapesten.
1956-tól a Pécsi Nemzeti Színház szerződtette operettprimadonnának azzal az igénnyel, hogy a színház alakulófélben levő Operatársulatának is megfeleljen.
Az 1959–60-as évadban Paulusz Elemér megalakította a színház Operatársulatát és a Pécsi Nemzeti Színház zeneigazgatója lett. Ettől kezdve nemcsak operettprimadonna szerepeket, hanem operai főhősnőket is énekelt.
Főszereplője lett az Operatársulat magyarországi ősbemutatókat is előadó repertoárjának: pl. ő énekelte – Magyarországon elsőnek – Leoš Janáček Jenůfa c. operájának címszerepét.
25 évig tartó, folytonosan felfelé ívelő szakmai előmenetel következett: az opera és operettirodalom szinte minden jelentős szerepét elénekelte.
Vendégénekesek mellett is megállta a helyét: Verdi Traviatájában Violettaként Svéd Sándorral, Bizet Carmenjében Micaelaként Simándy Józseffel.
Vendégszerepelt a Pozsonyi Színház, az Eszéki Színház és a Temesvári Színház meghívására is.
A Pécsi Rádió felvételeket készített vele, és élő adásban közvetítette azokat az előadásokat, amelyekben ő is szerepelt.
Művészi erejének teljében – férje halála után – szerződését nem hosszabbították meg. Megaláztatásnak érezte helyzetét, de életösztönének, neveltetésének köszönhetően talpon maradt: a Pécsi Sörgyárban helyezkedett el bérszámfejtői munkakörben. A megaláztatás azonban felőrölte egészségét, idegrendszerét. Megbotlásos baleset következtében tartósan kómás állapotba került, amelyből már soha többet nem tudott felébredni.

## Visszaemlékezés a Pécsi Operatársulat megalakulására
Az asztaltársaságban Bárdos Anna is helyet foglal

## Fontosabb szerepei
- Gilda – Verdi: Rigoletto
- Violetta – Verdi: Traviata
- Cso-cso-szán - Puccini: Pillangókisasszony
- Santuzza – Pietro Mascagni: Parasztbecsület
- Nedda - Ruggero Leoncavallo: Bajazzók
- Melinda - Erkel Ferenc: Bánk bán
- Mimi – Giacomo Puccini: Bohémélet
- Leonora – Giuseppe Verdi: A trubadúr
- Giulietta – Jacques Offenbach: Hoffmann meséi
- Micaela – Georges Bizet: Carmen
- Constanza – Wolfgang Amadeus Mozart: Szöktetés a szerájból
- Angela – Lehár: Luxemburg grófja
- Saffi – Johann Strauss: A cigánybáró
- Liza – Lehár Ferenc: A mosoly országa
- Viktória – Ábrahám Pál: Viktória
- Szilvia – Kálmán: Csárdáskirálynő
- Annie – Huszka Jenő: Bob herceg
- Marica – Kálmán Imre: Marica grófnő